# Wulkan błotny
Wulkan błotny – wzniesienie w kształcie stożka lub bardzo płaskiej kopuły z kraterem, utworzone w miejscu wydobywania się na powierzchnię błotnistej mieszaniny wody, iłu, piasku itp. Wulkany błotne nie są związane z wulkanami lawowymi. 

## Geneza wulkanów błotnych
Wydziela się trzy główne typy genetyczne wulkanów błotnych:

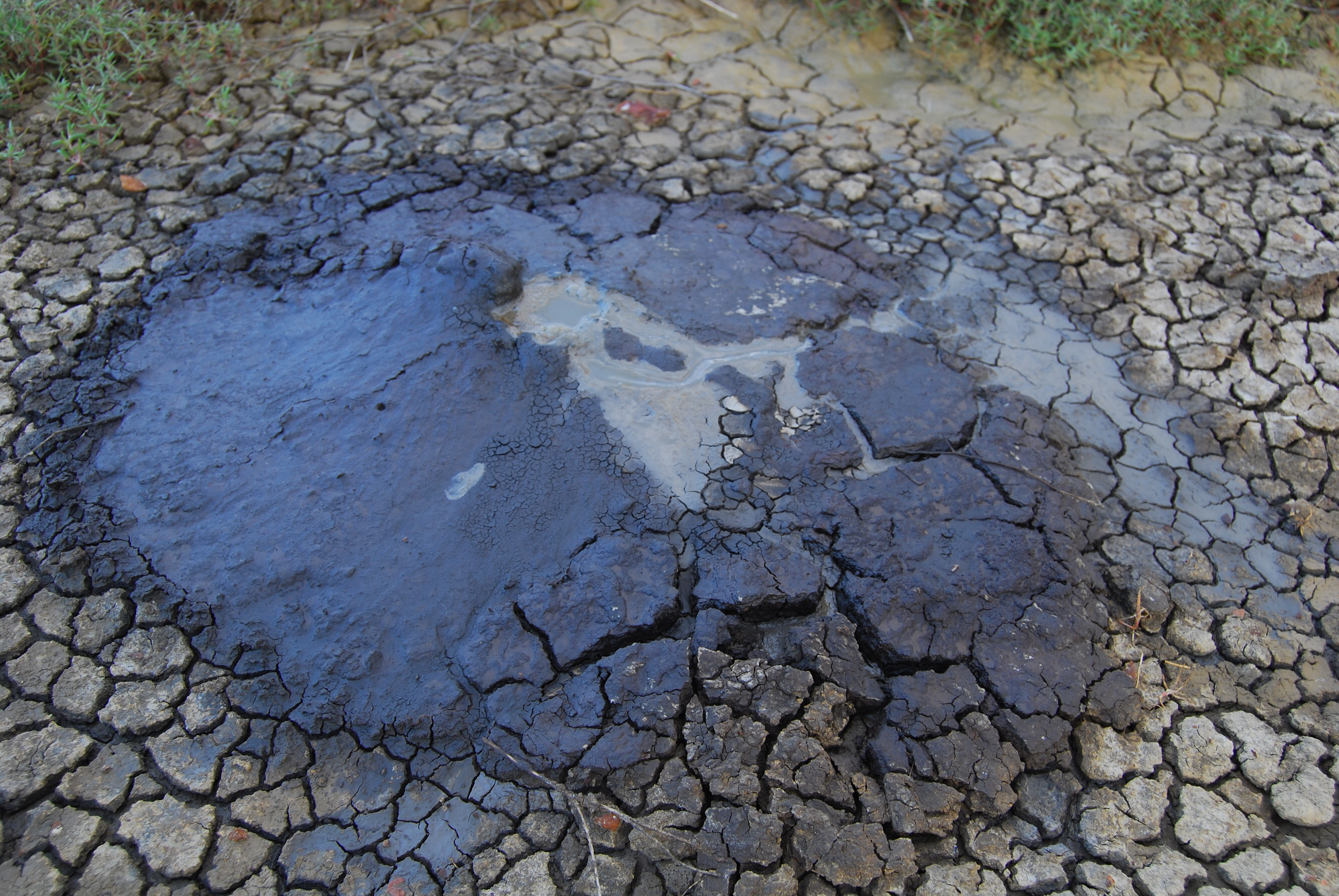
Wulkan błotny na Półwyspie Kerczeńskim, Krym

1. Najczęstsze są wulkany związane z erupcją gazu ziemnego, podnoszącego się ku powierzchni Ziemi przeważnie z dużych głębokości (nie mniej niż kilkaset metrów) i pochodzącego z rozkładu substancji organicznych w skałach w głębi Ziemi. Do ukształtowania się wulkanu dochodzi tylko wtedy, gdy podnoszący się gaz napotyka wody podziemne, wówczas dochodzi do mieszania się wody i gazu oraz porywania przez taką mieszaninę piasku, iłu lub mułu, często także większych bloków skał. Wulkanizm tego typu nie ma żadnego związku z działalnością wulkanizmu lawowego lub procesami powulkanicznymi, natomiast dość często występuje na terenach roponośnych. Fenomen ten obserwuje się w Rumunii (koło wsi Berca), na półwyspie Kerczeńskim, w Kaukazie (szczególnie w Azerbejdżanie na półwyspie Apszerońskim), w północnym Iranie, także na Wyżynie Irańskiej na terytorium Iranu i Pakistanu i w Iraku, Wenezueli, Kolumbii, Indiach, Birmie oraz południowych stanach USA.

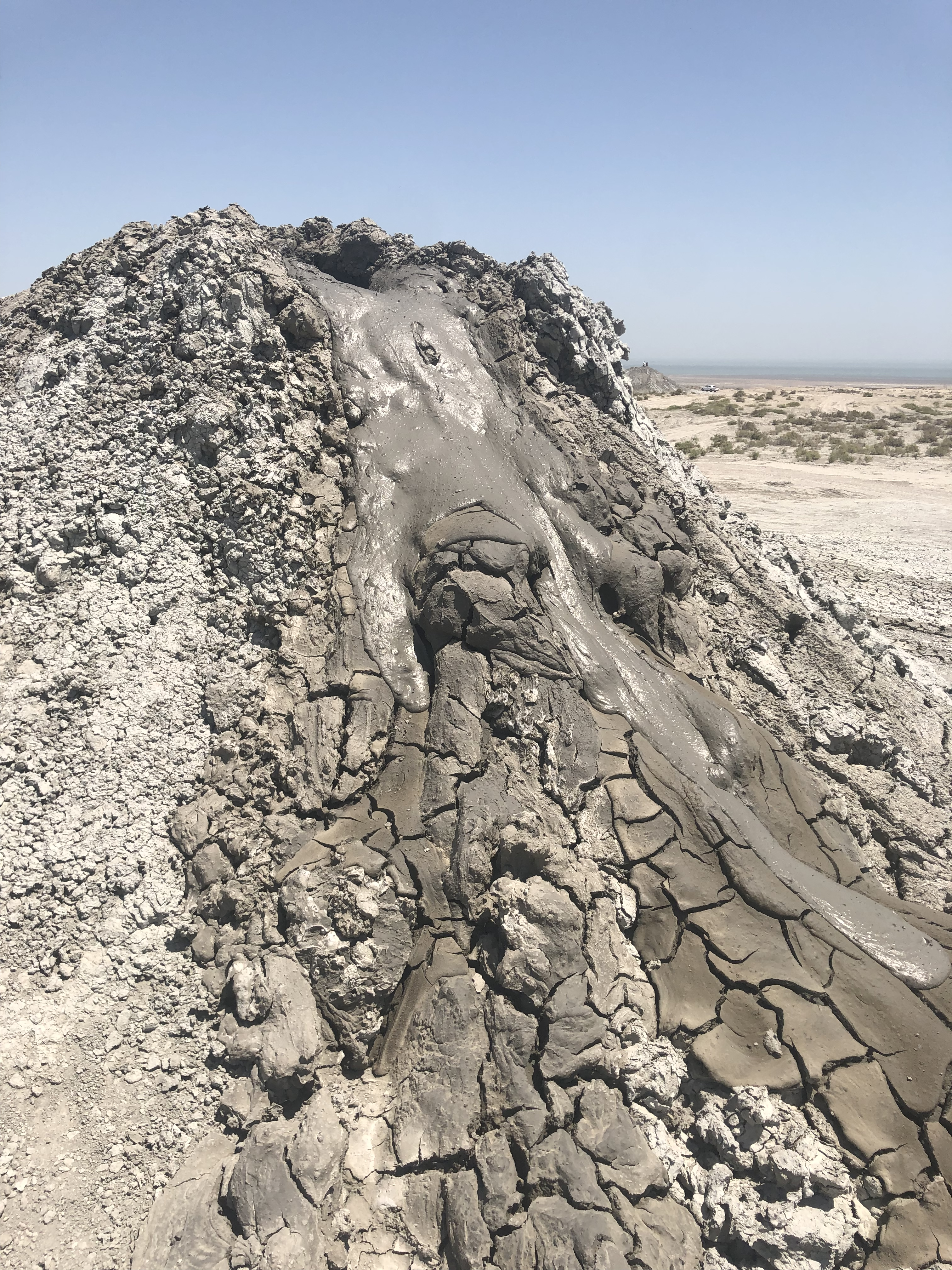
Wulkan błotny w Qobustanie w Azerbejdżanie

2. Wulkan błotny w Qobustanie w AzerbejdżanieWulkany związane z przejawami wygasającego już wulkanizmu – wydobywaniem się gorącej wody lub pary wodnej oraz emanacji gazowych (solfatara) związanych z końcowymi fazami wulkanizmu lawowego. Wypływy takie cechują się podwyższoną temperaturą. Tego typu wulkany opisano z USA, Indonezji, Nowej Zelandii.
3. Wulkany związane z trzęsieniami Ziemi, kiedy wstrząsy sejsmiczne powodują naprężenia na warstwę wód podziemnych, co skutkuje ich gwałtownym podnoszeniem się i wynoszeniem uwodnionej mieszaniny piasku i iłu na powierzchnię. Opisane m.in. z USA, Rumunii, byłego ZSRR i Jugosławii.

## Morfologia wulkanów błotnych
Największe wulkany błotne osiągają 700 m wysokości i 10 km średnicy podstawy, jednak olbrzymia większość to struktury wysokości kilkudziesięciu cm – kilku metrów. W zależności od m.in. proporcji wody i gazu w wylewającej się na powierzchnię masie występują bardzo różne kształty wulkanów, od bardzo stromych stożków do prawie płaskich kopuł. Istnieją też rozległe jeziora błotne, gdzie wyniesienie się w praktyce nie tworzy.

## Typy erupcji
W zależności m.in. od proporcji wody i gazu w podnoszącej się masie, nawet w jednym polu wulkanicznym obserwuje się wulkany typowo eksplozywne (wybuchowe) jak i efuzywne (wylewne). Również periodyczność działalności jest bardzo zmienna. Są wulkany o ciągłym wylewie materiału, a także wybuchające w dłuższych odstępach czasu. W czasie erupcji wydostają się na powierzchnię bloki skał podłoża, wynoszone przez błoto, czasem bardzo dużych rozmiarów. W wulkanach błotnych Rumunii obserwowano bloki o wadze 2,64 tony i objętości 1,2 m³.